# ماریا مونته‌سوری
ماریا مونته‌سوری (به ایتالیایی: Maria Montessori) (زادهٔ ۳۱ اوت ۱۸۷۰ – درگذشتهٔ ۶ مه ۱۹۵۲) مربی کودکان معلول بود که در خانواده‌ای مرفه در ایتالیا به دنیا آمد. در زمانی که دختران اجازهٔ تحصیلات دانشگاهی نداشتند، با وجود مخالفت پدر، با حمایت مادرش به دانشکدهٔ پزشکی رفت. او نخستین دختری بود که در ایتالیا پزشک شد. چون بسیاری از بیمارستان‌ها و مراکز درمانی و بهداشتی حاضر به استخدام او نبودند ناچار شد سرپرستی یکی از مراکز کودکان معلول و بیمار را بپذیرد. او در حین کار در آن مرکز متوجه برنامه‌های آموزشی و تربیتی کودکان شد و دریافت که فرصت آزاد برای تجربه کردن به آنان داده نمی‌شود. چون علاقه داشت در این زمینه کاری انجام دهد به دانشگاه بازگشت و در رشتهٔ تعلیم و تربیت و جامعه‌شناسی تحصیل کرد و با الگوها و روش‌های آموزشی آشنا شد. سپس به‌جای برنامه‌های آموزشیِ موجود، الگوی جدیدی برای بچه‌ها ارائه داد.
مونته‌سوری مراکزی را برای اجرای برنامه‌های خود تأسیس کرد که سبب شد دیدگاه‌هایش در سراسر کشور گسترش یابد و مورد استقبال قرار گیرد؛ اما چون دیدگاه‌های مونته‌سوری مبتنی بر آزادی بود، دولت فاشیستی موسولینی به او اجازهٔ فعالیت نداد و به اسپانیا تبعیدش کرد و مدارس او نیز بسته شد. دولت موسولینی بعدها با دعوت رسمی او را به کشور بازگرداند. بااین‌حال، مونته‌سوری که تحمل حکومت فاشیستی را نداشت از ایتالیا گریخت. در سال‌های جنگ جهانی دوم به هلند و سپس به هند رفت و با افکار و اندیشه‌های صلح‌طلبانهٔ گاندی آشنا شد. در سال‌های آخر عمر، مدال افتخار یونسکو را به‌سبب خدمات خود به آموزش دریافت کرد. او در ۸۲ سالگی در کشور هلند در گذشت.

## زندگی
ماریا مونته‌سوری در ۳۱ اوت ۱۸۷۰ در کیاراوله ایتالیا به دنیا آمد. او فرزند الکساندرو مونته‌سوری و رنیلده استوپانی بود. به دلیل شغل پدر، خانوادهٔ مونته‌سوری در سال‌های ۱۸۷۳ و ۱۸۷۵، ابتدا به فلورانس و بعد به رم نقل مکان کردند و ماریا در ۶ سالگی برای تحصیلات ابتدایی وارد یک مدرسهٔ دولتی شد.
پدر و مادر او در رابطه با ادامهٔ تحصیلات ماریا هم‌عقیده نبودند اما او در سیزده سالگی با حمایت مادرش وارد مدرسهٔ مهندسی شد. در آن زمان تحصیل دختران در رشتهٔ مهندسی امری رایج نبود. در دوران تحصیل در همین مدرسه بود که اندیشه‌های اولیهٔ ماریا در رابطه با این که مدرسه چگونه نباید باشد، شکل گرفت.
پس از اتمام مدرسه در سال ۱۸۹۰ ماریا قصد ادامهٔ تحصیل را در رشتهٔ پزشکی داشت اما با مخالفت پدرش روبرو شد چرا که دانشکده‌های پزشکی در آن دوران کاملاً مردانه بود. از این رو ماریا مونته‌سوری وارد دانشگاه ساپینزای رم شد و دو سال بعد در رشتهٔ ریاضیات، فیزیک و علوم طبیعی موفق به دریافت دیپلم شد. سپس او با سفارش پاپ لئو هشتم شروع به تحصیل علوم پزشکی کرد و در تاریخ ۱۰ ژوئیهٔ ۱۸۹۶ اولین پزشک زن ایتالیا شناخته شد.
در سال ۱۸۹۶ ماریا مونته‌سوری به عنوان نمایندهٔ ایتالیا به کنگرهٔ بین‌المللی حقوق زنان در برلین دعوت شد و با ایراد یک سخنرانی در مورد برابری دستمزد بین زنان و مردان، حضار را مسحور کرد.
پس از دریافت مدرک پزشکی، او به مدت دو سال در کلینیک روانپزشکی دانشگاه رم به عنوان مسئول مراقبت از کودکان معلول ذهنی مشغول به فعالیت شد. تجربهٔ کار و مشاهدهٔ آرزو و نیازِ بکر این کودکان به بازی، مونته‌سوری را به تحقیق در زمینهٔ امکان آموزش به آن‌ها سوق داد. از این رو به پژوهش در آثار برونویل، ایتارد و ادوارد سگن پرداخت و با دیدگاه‌های روسو و دیدرو آشنا شد. وی روش مونته‌سوری را ابداع کرد.